# Östlich Bergweiler
Östlich Bergweiler este o arie protejată (arie specială de conservare — SAC, sit de importanță comunitară — SCI) din Germania întinsă pe o suprafață de 17 ha, integral pe uscat.

## Localizare
Centrul sitului Östlich Bergweiler este situat la coordonatele 49°28′26″N 7°00′25″E / 49.4739°N 7.0069°E.

## Înființare
Situl Östlich Bergweiler a fost declarat sit de importanță comunitară în octombrie 2000 pentru a proteja 1 specie de animale. Situl a fost protejat și ca arie specială de conservare în iulie 2016.

## Biodiversitate
Situată în ecoregiunea continentală, aria protejată conține 1 habitat natural: Fânețe de joasă altitudine (Alopecurus pratensis, Sanguisorba officinalis).
La baza desemnării sitului se află o specie protejată de  nevertebrate: fluturele purpuriu (Lycaena dispar).
Pe lângă speciile protejate, pe teritoriul sitului au mai fost identificate 1 specie de plante.